# ویلیام کلگ
ویلیام کلگ (به انگلیسی: William Clegg) بازیکن فوتبال زادهٔ ۲۱ آوریل ۱۸۵۲ اهل کشور انگلستان که سابقهٔ بازی در تیم ملی فوتبال انگلستان را در کارنامهٔ خود دارد. وی در تاریخ ۸ مارس ۱۸۷۳ نخستین بازی ملی خود را در مقابل تیم ملی فوتبال اسکاتلند انجام داد و با حضور در ۲ بازی ملی، در تاریخ ۱۸ ژانویه ۱۸۷۹ واپسین بازی ملی‌اش را در برابر تیم ملی فوتبال ولز برگزار کرد.